# Frankfort
Frankfort är huvudstad i delstaten Kentucky i USA. Staden har 28 602 invånare (2020), på en yta av 37,86 km².

## Historia
1786 köpte James Wilkinson 105 hektar land på den norra sidan av Kentuckyfloden. Området var då en del av Virginia och den lagstiftande församlingen i Virginia utsåg då 40 hektar av området till en stad. Namnet Frankfort härrör troligen från en händelse 1780 när en grupp nybyggare blev anfallna av indianer vid en vadplats i Kentuckyfloden. En av nybyggarna, Stephen Frank, dödades och platsen kallades därefter Frank's Ford (Franks vadplats) vilket senare blev nedkortat till Frankfort.
Frankfort blev delstatshuvudstad 1792 när Kentucky blev den 15:e staten i USA.